# Treitz Péter-emlékérem
A Treitz Péter-emlékérem a Magyar Agrártudományi Egyesület Talajtani Társasága által 1973-ban alapított díj. Az emlékérmet rendszerint egy személynek ítélik oda és a Társaság által két-három évenként megrendezésre kerülő Talajtani Vándorgyűlésén adják át. 

## Az érem leírása
Alkotója Kiss Nagy András. Elkészülés éve: 1973. A Treitz Péter-emlékérem képe.
Első oldalán Treitz Péter kopasz, bajuszos arcképe, balra néző, háromnegyedes profilban. Körirat: „TREITZ PÉTER 1866 – 1935 EMLÉKÉREM”.
Hátoldalán fent MAE feliratú embléma, lent babér és tölgyág között ötágú csillag, körirat: „A MAE TALAJTANI TÁRSASÁGBAN KIFEJTETT TUDOMÁNYOS TÁRSADALMI MUNKÁÉRT”. 
Mesterjel nélkül. Öntött, bronz. Átmérője 76 mm. Gosztonyi József (1925–2005) gyűjteménye.

## Díjazottak
Forrás

### 1973
- Stefanovits Pál
- Kertész Lajos[4]

### 1975
- Szűcs László agrokémikus, talajkutató[5] [6]

### 1977
- Bakondiné Zámory Éva[4]
- Pecznik János[4]

### 1979
- Fekete Zoltán pedológus, agrogeológus, agrokémikus, főiskolai és egyetemi tanár[7]
- Szabolcs István agrokémikus, talajkutató[5]
- Jassó Ferenc

### 1982
- Bacsó Albert
- Szegi József

### 1983
- Arany Sándor
- Láng István

### 1985
- Latkovics Györgyné Medve Irén

### 1986
- Sarkadi János
- Hegedűs Lajos

### 1988
- Darab Katalin

### 1991
- Füleky György[8]

### 2000
- Máté Ferenc[9]

### 2002
- Filep György

### 2004
- Szabóné Kele Gabriella

### 2008
- Bidló András

### 2010
- Tóth András[10]

### 2014
- Szendrei Géza[11]

### 2016
- Csákiné Dr Michéli Erika[12] [13]

### 2018
- Szabó Péter

### 2020
- Fuchs Márta[14]

### 2023
- Biró Borbála [15]